# Cerodontha javana
Cerodontha javana är en tvåvingeart som beskrevs av Meijere 1934. Cerodontha javana ingår i släktet Cerodontha och familjen minerarflugor. Inga underarter finns listade i Catalogue of Life.